# روبوتات نانوية
الروبوتات النانوية عبارة عن تقنية ناشئة تنتج آلات أو روبوتات تمتلك عناصرها مقاييس صغيرة تُقاس بالنانومتر أو تكون قريبة منه (10−9 متر). بشكل أكثر تحديدًا، تُشير الروبوتات النانوية (على العكس من الروبوتات الدقيقة) إلى تخصص في هندسة تقنية النانو من أجل تصميم وبناء الروبوتات النانوية، مع أجهزة تتراوح أحجامها بين 0.1- 10 ميكرومتر وتتكون من عناصر بالمقياس النانوي أو عناصر جزيئية. استُخدمت مصطلحات نانوبوت أو نانويد أو نانايت أو آلة النانو أو النانومايت لوصف هذه الأجهزة التي ما زالت قيد البحث والتطوير حاليًا.
ما تزال الآلات النانوية إلى حد كبير في مرحلة البحث والتطوير، ولكن جرى اختبار بعض الآلات الجزيئية البدائية ومحركات النانو. على سبيل المثال، يوجد مستشعر له مفتاح يصل إلى 1.5 نانومتر تقريبًا قادر على حساب جزيئات معينة في عينة كيميائية. قد تشمل التطبيقات الأولى المفيدة للآلات النانوية تلك المستخدمة في الطب النانوي. على سبيل المثال، يمكن استخدام الآلات البيولوجية للتعرف على الخلايا السرطانية وتدميرها. هناك تطبيق محتمل آخر هو اكتشاف المواد الكيميائية السامة وقياس تركيزاتها في البيئة. قدمت جامعة رايس سيارة ذات جزيء منفرد طُورت من خلال عملية كيميائية تتضمن بوكمينستر فوليرين (كرات الباكي) من أجل العجلات. تُشغّل عن طريق التحكم في درجة الحرارة البيئية ومن خلال تحديد طرف مجهر المسح النفقي.
هناك تعريف آخر هو روبوت يسمح بالتفاعلات الدقيقة مع الأجسام النانوية أو يمكنه التعامل مع دقة المقياس النانوي. ترتبط هذه الأجهزة بشكل أكبر بالمجهر المجهري أو المسبار الماسح، بدلًا من وصف الروبوتات النانوية على أنها آلات جزيئية. باستخدام التعريف المجهري، يمكن اعتبار حتى الجهاز الكبير مثل مجهر القوة الذرية أداة روبوتية نانوية عند تهيئتها لأداء عملية المناورة النانوية. بالنسبة لوجهة النظر هذه، يمكن أيضًا اعتبار الروبوتات الماكروية أو الروبوتات المجهرية التي يمكن أن تتحرك بدقة النانو، روبوتات نانوية.

## نظرية الروبوتات النانوية
وفقًا لريتشارد فاينمان، اقترح طالب الدراسات العليا السابق ومعاونه ألبرت هيبز (في نحو عام 1959) فكرة الاستخدام الطبي لآلات فينمان النانوية النظرية. اقترح هيبز أن بعض آلات الإصلاح يمكن أن يصغر حجمها ذات يوم إلى الحد الذي يجعل من الممكن، من الناحية النظرية، (كما قال فاينمان) «ابتلاع الجراح». دُمجت الفكرة في مقالة فينمان لعام 1959 «هناك متسع كبير في القاع».
نظرًا لأن الروبوتات النانوية ستكون مجهرية في الحجم، فربما يكون من الضروري لأعداد كبيرة جدًا منها العمل معًا للقيام بمهام مجهرية. عُثر على أسراب الروبوتات النانوية، تلك غير القادرة على التناسخ (كما في مولد الضباب) وتلك القادرة على التناسخ غير المقيد في البيئة الطبيعية (كما في غراي غو وعلم الأحياء التركيبي)، في العديد من قصص الخيال العلمي، مثل بورغ نانوبروبس في ستار تريك وحلقة «ذا نيو برييد» من مسلسل ذا آوتر ليمتس. يرى بعض أنصار الروبوتات النانوية، كرد فعل على سيناريوهات غراي غو الرمادية التي ساعدوا في السابق على نشرها، أن الروبوتات النانوية القادرة على التناسخ خارج بيئة المصنع المقيدة لا تشكل جزءًا ضروريًا من تقنية النانو الإنتاجية المزعومة، وأن عملية التناسخ الذاتي يمكن أن تكون آمنة بطبيعتها إذا جرى تطويرها. يؤكدون أيضًا أن خططهم الحالية لتطوير واستخدام التصنيع الجزيئي لا تتضمن في الواقع نسخًا متكررة خالية من المؤن.
قُدمت مناقشة نظرية تفصيلية حول الروبوتات النانوية، تتضمن مشكلات تصميم محددة مثل الاستشعار وتواصل الطاقة والملاحة والمناورة والحركة على متن الطائرة، التي قدمها روبرت فريتاس في السياق الطبي للطب النانوي. تبقى بعض من هذه المناقشات على مستوى العموم غير القابل للبناء ولا تقترب من مستوى الهندسة التفصيلية.

## الآثار القانونية والأخلاقية

### التكنولوجيا المفتوحة
وُجهت وثيقة مع اقتراح تطوير تكنولوجيا النانو باستخدام أساليب تكنولوجيا التصميم المفتوح، كما هو الحال في العتاد مفتوح المصدر والبرمجيات مفتوحة المصدر، إلى الجمعية العامة للأمم المتحدة. وفقًا للوثيقة المرسلة إلى الأمم المتحدة، وبنفس الطريقة التي سارع بها المصدر المفتوح في تطوير النظم الحاسوبية، يجب أن يستفيد المجتمع المحلي بأسره من نهج مشابه ويعجل بتطوير تقنيات الروبوتات النانوية. يجب تأسيس استخدام التكنولوجيا النانوية كتراث إنساني للأجيال القادمة، وتطويرها كتقنية مفتوحة تعتمد على الممارسات الأخلاقية للأغراض السلمية. وذكر التكنولوجيا المفتوحة كمفتاح أساسي لمثل هذا الهدف.

### سباق الروبوت النانوي
يوجد سباق للروبوتات النانوية بنفس الطريقة التي قاد بها البحث والتطوير في مجال التكنولوجيا سباق الفضاء وسباق التسلح النووي. هناك الكثير من الأسس التي تسمح بإدراج الروبوتات النانوية ضمن التقنيات الناشئة. بعض من هذه الأسباب هي الشركات الكبرى مثل جنرال إلكتريك وهوليت- باكارد وسينوبسيس ونورثوب غرومان وسيمنز، التي عملت مؤخرًا في تطوير الأبحاث حول الروبوتات النانوية. يشارك الجراحون ويبدؤون في اقتراح طرق لتطبيق الروبوتات النانوية في الإجراءات الطبية الشائعة، ومنحت الوكالات الحكومية الجامعات ومعاهد البحوث أموالًا تجاوزت ملياري دولار أمريكي لإجراء البحوث المتعلقة بتطوير الأجهزة النانوية الخاصة بالطب، وعمل المصرفيون على الاستثمار بشكل استراتيجي بهدف الحصول على الحقوق والملكية المسبقة على تسويق الروبوتات النانوية في المستقبل.

## النهج التصنيعي
إن تصنيع الآلات النانوية المجمعة من مكونات جزيئية أمر صعب للغاية. يواصل العديد من المهندسين والعلماء بشكل تعاوني عبر مناهج متعددة التخصصات لتحقيق اختراقات في هذا المجال الجديد، بسبب مستوى الصعوبة. بالتالي، تُعد التقنيات المتميزة التالية المطبقة حاليًا في تصنيع الروبوتات النانوية أمرًا مفهومًا:

### نظم محددة السطح
أظهرت العديد من التقارير ارتباط المحركات الجزيئية الاصطناعية بالأسطح. وقد تبين أن الآلات النانوية البدائية تخضع لحركات تشبه الآلة عندما تقتصر على سطح المادة المجهرية. يمكن استخدام المحركات المثبتة على السطح لنقل المواد النانوية ووضعها على سطح ما بطريقة حزام النقل.

### التجمع النانوي الموضعي
يركز المصنع النانوي التعاوني الذي أنشأه روبرت فريتاس ورالف ميركل في عام 2000 وشارك فيه 23 باحثًا من 10 منظمات و4 دول، في تطوير جدول أعمال بحث علمي يهدف بشكل خاص إلى تطوير التركيب الميكانيكي للألماس الذي يجري التحكم فيه موضعيًا والمصنع نانوي الذي من شأنه أن يمتلك القدرة على بناء الألواح النانوية الطبية الماسية.

### بايوهايبيردس
يجمع النظام الناشئ لأنظمة البايو هايبرد بين العناصر الهيكلية البيولوجية والاصطناعية البنائية للتطبيقات الطبية الحيوية أو الآلية. تمتلك العناصر المكونة للأنظمة الكهروميكانيكية الحيوية (بايونيمس) حجومًا نانوية، مثل الحمض النووي أو البروتينات أو الأجزاء الميكانيكية الهيكلية النانوية على سبيل المثال. تسمح مقاومة ثيول- يني إيبم بالكتابة المباشرة لميزات المقياس النانوي، تليها وظيفة سطح المقاومة المتفاعل أصلًا مع الجزيئات الحيوية. تستخدم الأساليب الأخرى مادة قابلة للتحلل البيولوجي متصلة بالجزيئات المغناطيسية التي تسمح لها بالتوجه حول الجسم.